# آل مرزوق (مكيراس)

تعديل مصدري - تعديل

ال مرزوق هي إحدى قرى عزلة مكيراس بمديرية مكيراس التابعة لمحافظة البيضاء، بلغ تعداد سكانها 68 نسمة حسب تعداد اليمن لعام 2004.